# Cicinnus roscida
Cicinnus roscida is een vlinder uit de familie van de Mimallonidae. De wetenschappelijke naam van de soort is voor het eerst geldig gepubliceerd in 1910 door Dognin.